# بابلو كاريراس
بابلو كاريراس (بالإسبانية: Pablo Carreras)‏ (3 مارس 1995 بالأرجنتين - ) هو لاعب كرة قدم أرجنتيني في مركز الدفاع. لعب مع ريفر بليت.

## روابط خارجية
- بابلو كاريراس على موقع قاعدة بيانات كرة القدم.إي يو (الإنجليزية)
- بابلو كاريراس على موقع Soccerway.com (الإنجليزية)
- بابلو كاريراس على موقع AS.com (الإسبانية)